# Советская Колыма (издательство)
«Сове́тская Колыма́» — издательство Дальстроя НКВД, существовавшее в Магадане в 1936—1954 годах. Выпускало общественно-политическую, производственную и художественную литературу.

## История

### 1930-е годы
Издательство «Советская Колыма» было создано 29 апреля 1936 года приказом № 134 по государственному тресту «Дальстрой» НКВД СССР. Издательство было организовано на базе газет «Советская Колыма», «Орочельская правда» («Оротты правда» — приложение к газете «Советская Колыма» на орочском и эвенском языках), журнала «Колыма», ведомственных газет политотделов треста и типографии Дальстроя — «в целях упорядочения издательского дела на Колыме и рационального расходования журнально-газетной бумаги, типографских и цинкографских материалов».
Выпуск печатных изданий, на базе которых была образована «Советская Колыма», был передан издательству, помимо них оно издавало общественно-политическую и производственную литературу.
Заведующим издательством был назначен партийный и общественный деятель, журналист Р. А. Апин (Апинис; 1892—1938), совмещавший работу в «Советской Колыме» с должностью ответственного редактора одноимённой газеты. С марта 1938 года до 1941 года функции издательства выполняла типография Дальстроя.
Для оформления книг были откомандированы художники из заключённых, отбывающих лагерные срока на Колыме, — Валентин Антощенко-Оленев и Исаак Шерман. Имена художников-заключённых на иллюстрируемых ими изданиях не указывались. После освобождения художники работали в издательстве на условиях вольного найма.
В первые годы существования издательство выпускало местные периодические издания политического характера (газеты «Советская Колыма», «Верный путь», «Орочельская правда», «Стрелок ВОХРа», журналы «Колыма», «Пионер Колымы», «Колымский альманах»), брошюры («Библиотека стахановца»), приказы, инструкции.

### 1940—1950-е годы
В 1942 году произошли изменения в структуре издательства — из гостреста «Колымснаб» были выделены и переданы издательству книжный коллектор, книжный магазин, кинобаза.
В годы Великой Отечественной войны деятельность «Советской Колымы» определялась лозунгом «Всё для фронта! Всё для победы!». Издательство оперативно выпускало практические пособия и руководства для воинов и населения, обзоры военных действий по материалам центральной печати, брошюры. С 1943 года начался выпуск книжных изданий.
После войны продукцией издательства были произведения советской и зарубежной художественной литературы, массово-политическая, производственная, сельскохозяйственная литература, брошюры с очерками о стахановских методах хозяйствования и передовиках производства, сборники чукотского, эвенского, эскимосского фольклора.
Выпуск «Советской Колымой» художественной литературы представлял переиздания книг центральных издательств, компенсирующие связанный с удалённостью Колымы и сложностями транспортного сообщения дефицит книг на Дальнем Востоке. В числе изданий — книги К. М. Симонова, В. Л. Василевской, А. П. Довженко, П. А. Павленко, Б. А. Лавренёва, А. А. Бека, В. П. Катаева, В. А. Каверина, В. В. Бианки и др.
На протяжении 1940-х годов выпуск художественной литературы увеличивался. 20 октября 1948 года был выпущен приказ № 696 «О мероприятиях по повышению деловой квалификации инженерно-технических и руководящих работников Дальстроя», согласно которому «…с 1/1-1949 г. основное место в работе издательства занимает выпуск технической и ведомственной литературы за счёт сокращения выпуска художественной литературы…»
В конце 1940-х годов издательство обратилось к выпуску серий — «Библиотека стахановца Дальстроя», «В помощь пропагандисту».
В послевоенные годы издательство стало ведущим в Дальневосточном регионе по числу выпускаемых названий (при этом уступая по тиражам издательству «Дальгиз»).
В 1952 году «Советской Колымой» впервые был издан детский календарь на 1952 год и сборник «Литературная Колыма», составленный из произведений местных авторов.
После образования в декабре 1953 года Магаданской области, в которую вошёл также Чукотский национальный округ, задачи издательства изменились — его работа «была призвана содействовать осуществлению программы интенсивного освоения советского Севера», намеченной в постановлениях Совета министров СССР.
В 1954 году издательство прекратило существование. 1 июля 1954 года на базе ведомственного издательства «Советская Колыма» было образовано государственное «Магаданское книжное издательство» областного подчинения.
Документы по истории издательства «Советская Колыма» хранятся в Государственном архиве Магаданской области.

## Критика
На состоявшейся в 2003 году межрегиональной научно-практической конференции «Книжная культура Магаданской области» исследователь истории книжного дела на Дальнем Востоке С. А. Пайчадзе отметил, что «историю „Советской Колымы“ ещё надо полностью воссоздать». Указывая в качестве «частных недостатков» в работе издательства «упущения в пропаганде передового опыта» и «невысокое качество полиграфического исполнения» изданий, С. А. Пайчадзе оценил деятельность издательства в целом как «довольно успешную».
Отмечая, что «„Советская Колыма“ не была книжным издательством в полном смысле этого слова, это был своеобразный производственный цех по размножению ведомственных документов», исследователь О. Е. Кононова указывает, что оно «сыграло значительную роль в развитии и становлении книжного дела в крае».

## Комментарии
1. ↑  Указанная в Книга: Энциклопедия, 1998 дата образования издательства (1940 год) была скорректирована в позднейших исследованиях. См.:  Пайчадзе, 2003, с. 29—30; Кононова, 2003, с. 100; История книжного дела…, 2004, с. 7, 33—34.
2. ↑  В декабре 1937 года арестован, в марте 1938 года расстрелян[6].

## Коллекция оцифрованных номеров газеты
Коллекция оцифрованных номеров газеты «Советская Колыма» создана на базе фондов Магаданской ОУНБ имени А. С. Пушкина, Государственного архива Магаданской области, Магаданского областного краеведческого музея при поддержке Правительства Магаданской области, доступна на сайте Магаданской ОУНБ имени А. С. Пушкина.